# Nicoyabukten
Nicoyabukten är en bukt på Centralamerikas kust mot Stilla havet. Den ligger innanför Nicoyahalvön i Costa Rica.

## Klimat
Tropiskt monsunklimat råder i trakten. Årsmedeltemperaturen i trakten är 23 °C. Den varmaste månaden är mars, då medeltemperaturen är 26 °C, och den kallaste är oktober, med 18 °C. Genomsnittlig årsnederbörd är 2 562 millimeter. Den regnigaste månaden är september, med i genomsnitt 432 mm nederbörd, och den torraste är februari, med 31 mm nederbörd.